# Musée des légendes et traditions (León)
Le musée des légendes et traditions « Colonel Joaquín de Arrechavala » est un musée historique et culturel situé dans la ville de León, la deuxième ville du Nicaragua. Il est installé dans l'ancienne Prison 21. 

## Histoire

### Histoire de la prison 21
La Prison 21 était une prison située dans le quartier de Saint-Sébastien à Léon. Elle abritait des prisonniers politiques en son sein.  
La construction du bâtiment a commencé en 1910, il a été occupé pour la première fois en 1921 lorsque Salvador Reyes était maire. Son nom vient de l'année de sa fondation, 1921. 
Blanca Aráuz a été incarcérée dans cet établissement pendant l'insurrection de la guérilla qui a suivi la Guerre civile nicaraguayenne (1926-1927). 
Il s'agissait à l'origine d'une prison « classique », mais à la suite de l'attaque de la Casa del Obrero, à León contre Anastasio Somoza et de sa mort consécutive à la fusillade de Rigoberto López Pérez en 1956, elle est devenue un centre de torture pour opposants aux régimes somozistes jusqu'au 16 juin 1979, date à laquelle les forces sandinistes ont expulsé la Garde Nationale de l'aéroport de Godoy, de la cathédrale, du Colegio Asunción et de la prison.
Le régime des Somoza, y enfermait les prisonniers politiques et ceux qui étaient séquestrés par la Garde Nationale. La majeure partie des détenus était des membres et des sympathisants de la guérilla sandiniste.
La façade du bâtiment a été détruite lors des combats entre la Garde nationale et les Sandinistes en 1979. 

### Histoire du Musée
Le 13 mars 1993, Doña Carmen Toruño de García a ouvert les portes du musée pour la première fois. Il est alors situé dans sa maison près de l'église de Laborio un quartier au nord de la ville. Le nombre des visiteurs locaux et étrangers augmentant ainsi que l'intérêt pour les légendes du folklore local, cela fait qu'en 1996 le musée est transféré à la municipalité de León. 
Grâce aux fonds et à l'accord de la commune le musée est ensuite déménagé le 31 octobre 2000 dans l'ancienne prison « El 21 », devant les ruines de l'église de Saint-Sébastien, à trois pâtés de maisons au sud de l'angle sud-est de la place centrale.
Depuis 2000, la prison sert de musée historique et culturel (musée des légendes et tradition - Coronel Joaquin de Arrechavala (es)) et présente des peintures et des mosaïques murales sur les tortures pratiquées entre 1921 et 1979 par les régimes somozistes successifs, ainsi que des objets illustrant les traditions locales, joyeuses ou macabres; marionnettes, géants de processions et de cortèges, poupées, etc.
Aujourd'hui, les cellules de l'ancienne prison sont aménagées en salles d'exposition où les traditions et les légendes nicaraguayennes sont présentées à travers l'illustration de marionnettes ; tandis que les peintures murales montrent comment les prisonniers ont été torturés,.

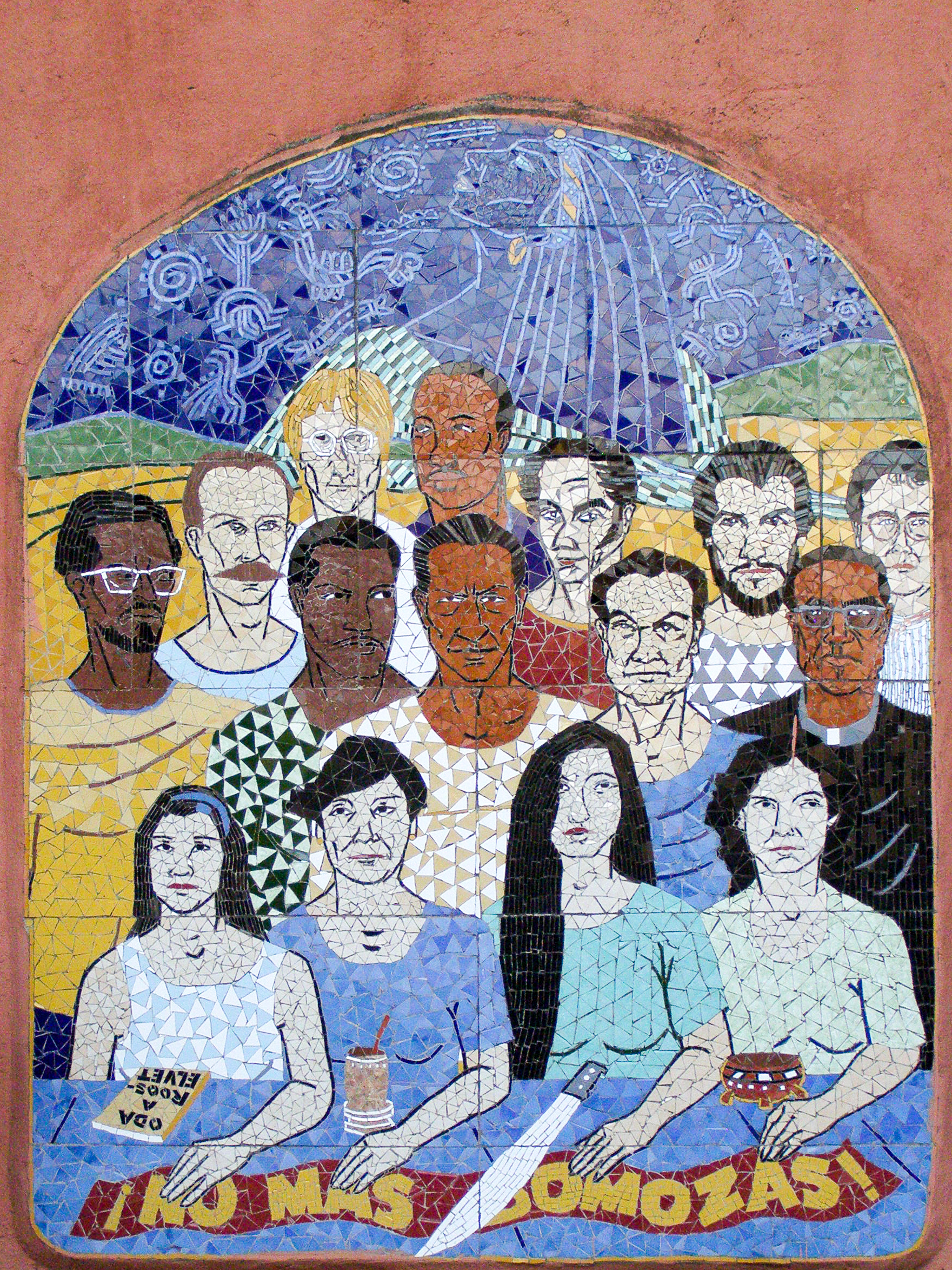
Héros et héroïnes des révolutions sud-américaines - Mosaïque murale du musée.

Le musée est payant et une visite guidée est proposée aux visiteurs nationaux et étrangers.